# Großer Preis von Ungarn 1989
Der Große Preis von Ungarn 1989 (offiziell Pop 84 Magyar Nagydíj) fand am 13. August auf dem Hungaroring in Mogyoród in der Nähe von Budapest statt und war das zehnte Rennen der Formel-1-Weltmeisterschaft 1989.

## Berichte

### Hintergrund
Es traten dieselben Piloten an, die auch den Großen Preis von Deutschland zwei Wochen bestritten hatten.
Mit Nelson Piquet (zweimal) und Ayrton Senna (einmal) traten zwei ehemalige Sieger zu diesem Grand Prix an.

### Training
Dadurch, dass Williams-Pilot Riccardo Patrese als einziger eine Rundenzeit unter 1:20 Minuten erzielte und somit schneller war, als Ayrton Senna, stand zum ersten Mal in der Saison 1989 nicht einer der beiden McLaren-Piloten auf der Pole-Position. Für den dritten Startplatz qualifizierte sich überraschend Alex Caffi vor Thierry Boutsen, Alain Prost und Gerhard Berger.

### Rennen
Patrese konnte seine Spitzenposition zunächst gegen Senna verteidigen. Auch Caffi hielt seine dritte Position bis zur vierten Runde, fiel dann jedoch hinter Berger und vier Umläufe später hinter Prost zurück, da die Pirelli-Reifen zwar im Qualifying für einzelne schnelle Runden sehr gut geeignet waren, im Rennen jedoch Schwächen aufwiesen.
Nigel Mansell, der vom zwölften Platz aus gestartet war, machte einige Positionen gut und erreichte dadurch in der 41. Runde den dritten Rang. Als Patrese in Runde 53 aufgrund eines Kühlerschadens ausschied, befand sich Mansell auf dem zweiten Platz hinter Senna. Just in dem Moment, als die beiden auf den zu überrundenden Stefan Johansson aufliefen, verlangsamte dieser aufgrund von Getriebeproblemen abrupt. Senna reagierte zwar schnell, verlor jedoch etwas an Geschwindigkeit, was Mansell ausnutzte, um vorbeizuziehen. Der Brite erreichte schließlich seinen zweiten Saisonsieg. Senna wurde Zweiter vor Boutsen, Prost, Eddie Cheever und Piquet.

## Meldeliste
| Team                            | Nr. | Fahrer                | Chassis         | Motor                    | Reifen |
| ------------------------------- | --- | --------------------- | --------------- | ------------------------ | ------ |
| Honda Marlboro McLaren          | 01  | Ayrton Senna          | McLaren MP4/5   | Honda RA109E 3.5 V10     | G      |
| Honda Marlboro McLaren          | 02  | Alain Prost           | McLaren MP4/5   | Honda RA109E 3.5 V10     | G      |
| Tyrrell Racing Organisation     | 03  | Jonathan Palmer       | Tyrrell 018     | Ford Cosworth DFR 3.5 V8 | G      |
| Tyrrell Racing Organisation     | 04  | Jean Alesi            | Tyrrell 018     | Ford Cosworth DFR 3.5 V8 | G      |
| Canon Williams Team             | 05  | Thierry Boutsen       | Williams FW12C  | Renault RS1 3.5 V10      | G      |
| Canon Williams Team             | 06  | Riccardo Patrese      | Williams FW12C  | Renault RS1 3.5 V10      | G      |
| Motor Racing Developments       | 07  | Martin Brundle        | Brabham BT58    | Judd EV 3.5 V8           | P      |
| Motor Racing Developments       | 08  | Stefano Modena        | Brabham BT58    | Judd EV 3.5 V8           | P      |
| Arrows Grand Prix International | 09  | Derek Warwick         | Arrows A11      | Ford Cosworth DFR 3.5 V8 | G      |
| Arrows Grand Prix International | 10  | Eddie Cheever         | Arrows A11      | Ford Cosworth DFR 3.5 V8 | G      |
| Camel Team Lotus                | 11  | Nelson Piquet         | Lotus 101       | Judd CV 3.5 V8           | G      |
| Camel Team Lotus                | 12  | Satoru Nakajima       | Lotus 101       | Judd CV 3.5 V8           | G      |
| Leyton House March Racing Team  | 15  | Maurício Gugelmin     | March CG891     | Judd CV 3.5 V8           | G      |
| Leyton House March Racing Team  | 16  | Ivan Capelli          | March CG891     | Judd CV 3.5 V8           | G      |
| Osella Squadra Corse            | 17  | Nicola Larini         | Osella FA1M     | Ford Cosworth DFR 3.5 V8 | P      |
| Osella Squadra Corse            | 18  | Piercarlo Ghinzani    | Osella FA1M     | Ford Cosworth DFR 3.5 V8 | P      |
| Benetton Formula Ltd            | 19  | Alessandro Nannini    | Benetton B189   | Ford Cosworth DFR 3.5 V8 | G      |
| Benetton Formula Ltd            | 20  | Emanuele Pirro        | Benetton B189   | Ford Cosworth DFR 3.5 V8 | G      |
| BMS Scuderia Italia             | 21  | Alex Caffi            | Dallara BMS 189 | Ford Cosworth DFR 3.5 V8 | P      |
| BMS Scuderia Italia             | 22  | Andrea de Cesaris     | Dallara BMS 189 | Ford Cosworth DFR 3.5 V8 | P      |
| Minardi Team SpA                | 23  | Pierluigi Martini     | Minardi M189    | Ford Cosworth DFR 3.5 V8 | P      |
| Minardi Team SpA                | 24  | Luis Pérez-Sala       | Minardi M189    | Ford Cosworth DFR 3.5 V8 | P      |
| Ligier Loto                     | 25  | René Arnoux           | Ligier JS33     | Ford Cosworth DFR 3.5 V8 | G      |
| Ligier Loto                     | 26  | Olivier Grouillard    | Ligier JS33     | Ford Cosworth DFR 3.5 V8 | G      |
| Scuderia Ferrari SpA SEFAC      | 27  | Nigel Mansell         | Ferrari 640     | Ferrari 035/5 3.5 V12    | G      |
| Scuderia Ferrari SpA SEFAC      | 28  | Gerhard Berger        | Ferrari 640     | Ferrari 035/5 3.5 V12    | G      |
| Équipe Larrousse                | 29  | Michele Alboreto      | Lola LC89       | Lamborghini 3512 3.5 V12 | G      |
| Équipe Larrousse                | 30  | Philippe Alliot       | Lola LC89       | Lamborghini 3512 3.5 V12 | G      |
| Coloni SpA                      | 31  | Roberto Moreno        | Coloni FC189    | Ford Cosworth DFR 3.5 V8 | P      |
| Coloni SpA                      | 32  | Pierre-Henri Raphanel | Coloni FC189    | Ford Cosworth DFR 3.5 V8 | P      |
| EuroBrun Racing                 | 33  | Gregor Foitek         | EuroBrun ER189  | Judd CV 3.5 V8           | P      |
| West Zakspeed Racing            | 34  | Bernd Schneider       | Zakspeed 891    | Yamaha OX88 3.5 V8       | P      |
| West Zakspeed Racing            | 35  | Aguri Suzuki          | Zakspeed 891    | Yamaha OX88 3.5 V8       | P      |
| Moneytron Onyx Formula One      | 36  | Stefan Johansson      | Onyx ORE-1      | Ford Cosworth DFR 3.5 V8 | G      |
| Moneytron Onyx Formula One      | 37  | Bertrand Gachot       | Onyx ORE-1      | Ford Cosworth DFR 3.5 V8 | G      |
| Rial Racing                     | 38  | Christian Danner      | Rial ARC2       | Ford Cosworth DFR 3.5 V8 | G      |
| Rial Racing                     | 39  | Volker Weidler        | Rial ARC2       | Ford Cosworth DFR 3.5 V8 | G      |
| AGS Racing                      | 40  | Gabriele Tarquini     | AGS JH24        | Ford Cosworth DFR 3.5 V8 | G      |
| AGS Racing                      | 41  | Yannick Dalmas        | AGS JH23B       | Ford Cosworth DFR 3.5 V8 | G      |

## Klassifikationen

### Qualifying
| Pos. | Fahrer                | Konstrukteur     | Vorqualifikation | Vorqualifikation  | 1. Qualifikationstraining | 1. Qualifikationstraining | 2. Qualifikationstraining | 2. Qualifikationstraining | Start |
| Pos. | Fahrer                | Konstrukteur     | Zeit             | Ø-Geschwindigkeit | Zeit                      | Ø-Geschwindigkeit         | Zeit                      | Ø-Geschwindigkeit         | Start |
| ---- | --------------------- | ---------------- | ---------------- | ----------------- | ------------------------- | ------------------------- | ------------------------- | ------------------------- | ----- |
| 01   | Riccardo Patrese      | Williams-Renault | –                | –                 | 1:19,726                  | 179,174 km/h              | 1:20,644                  | 177,134 km/h              | 01    |
| 02   | Ayrton Senna          | McLaren-Honda    | –                | –                 | 1:21,576                  | 175,110 km/h              | 1:20,039                  | 178,473 km/h              | 02    |
| 03   | Alex Caffi            | Dallara-Ford     | –                | –                 | 1:21,040                  | 176,269 km/h              | 1:20,704                  | 177,002 km/h              | 03    |
| 04   | Thierry Boutsen       | Williams-Renault | –                | –                 | 1:23,492                  | 171,092 km/h              | 1:21,001                  | 176,353 km/h              | 04    |
| 05   | Alain Prost           | McLaren-Honda    | –                | –                 | 1:21,076                  | 176,190 km/h              | 1:22,267                  | 173,639 km/h              | 05    |
| 06   | Gerhard Berger        | Ferrari          | –                | –                 | 1:21,304                  | 175,696 km/h              | 1:21,270                  | 175,770 km/h              | 06    |
| 07   | Alessandro Nannini    | Benetton-Ford    | –                | –                 | 1:21,448                  | 175,386 km/h              | 1:21,301                  | 175,703 km/h              | 07    |
| 08   | Stefano Modena        | Brabham-Judd     | –                | –                 | 1:23,090                  | 171,920 km/h              | 1:21,472                  | 175,334 km/h              | 08    |
| 09   | Derek Warwick         | Arrows-Ford      | –                | –                 | 1:23,111                  | 171,876 km/h              | 1:21,617                  | 175,022 km/h              | 09    |
| 10   | Pierluigi Martini     | Minardi-Ford     | –                | –                 | 1:21,746                  | 174,746 km/h              | 1:32,546                  | 154,354 km/h              | 10    |
| 11   | Jean Alesi            | Tyrrell-Ford     | –                | –                 | 1:23,853                  | 170,355 km/h              | 1:21,799                  | 174,633 km/h              | 11    |
| 12   | Nigel Mansell         | Ferrari          | –                | –                 | 1:22,544                  | 173,057 km/h              | 1:21,951                  | 174,309 km/h              | 12    |
| 13   | Maurício Gugelmin     | March-Judd       | –                | –                 | 1:22,949                  | 172,212 km/h              | 1:22,083                  | 174,029 km/h              | 13    |
| 14   | Ivan Capelli          | March-Judd       | –                | –                 | 1:22,445                  | 173,265 km/h              | 1:22,088                  | 174,018 km/h              | 14    |
| 15   | Martin Brundle        | Brabham-Judd     | –                | –                 | 1:22,970                  | 172,168 km/h              | 1:22,296                  | 173,578 km/h              | 15    |
| 16   | Eddie Cheever         | Arrows-Ford      | –                | –                 | 1:23,251                  | 171,587 km/h              | 1:22,374                  | 173,414 km/h              | 16    |
| 17   | Nelson Piquet         | Lotus-Judd       | –                | –                 | 1:22,837                  | 172,445 km/h              | 1:22,406                  | 173,347 km/h              | 17    |
| 18   | Andrea de Cesaris     | Dallara-Ford     | –                | –                 | 1:23,463                  | 171,151 km/h              | 1:22,410                  | 173,338 km/h              | 18    |
| 19   | Jonathan Palmer       | Tyrrell-Ford     | –                | –                 | 1:24,670                  | 168,711 km/h              | 1:22,578                  | 172,986 km/h              | 19    |
| 20   | Satoru Nakajima       | Lotus-Judd       | –                | –                 | 1:23,996                  | 170,065 km/h              | 1:22,630                  | 172,877 km/h              | 20    |
| 21   | Bertrand Gachot       | Onyx-Ford        | 1:24,412         | 169,227 km/h      | 1:22,634                  | 172,868 km/h              | 1:23,720                  | 170,626 km/h              | 21    |
| 22   | Piercarlo Ghinzani    | Osella-Ford      | 1:24,086         | 169,883 km/h      | 1:23,091                  | 171,918 km/h              | 1:22,763                  | 172,599 km/h              | 22    |
| 23   | Luis Pérez-Sala       | Minardi-Ford     | –                | –                 | 1:23,017                  | 172,071 km/h              | 1:24,188                  | 169,677 km/h              | 23    |
| 24   | Stefan Johansson      | Onyx-Ford        | 1:22,836         | 172,447 km/h      | 1:23,372                  | 171,338 km/h              | 1:23,148                  | 171,800 km/h              | 24    |
| 25   | Emanuele Pirro        | Benetton-Ford    | –                | –                 | 1:23,772                  | 170,520 km/h              | 1:23,399                  | 171,283 km/h              | 25    |
| 26   | Michele Alboreto      | Lola-Lamborghini | 1:24,323         | 169,406 km/h      | 1:23,733                  | 170,599 km/h              | 1:25,660                  | 166,762 km/h              | 26    |
| DNQ  | René Arnoux           | Ligier-Ford      | –                | –                 | 1:25,862                  | 166,369 km/h              | 1:24,003                  | 170,051 km/h              | –     |
| DNQ  | Olivier Grouillard    | Ligier-Ford      | –                | –                 | 1:24,702                  | 168,648 km/h              | 1:25,169                  | 167,723 km/h              | –     |
| DNQ  | Christian Danner      | Rial-Ford        | –                | –                 | 1:26,485                  | 165,171 km/h              | 1:25,017                  | 168,023 km/h              | –     |
| DNQ  | Volker Weidler        | Rial-Ford        | –                | –                 | keine Zeit                | –                         | 1:26,320                  | 165,487 km/h              | –     |
| DNPQ | Nicola Larini         | Osella-Ford      | 1:24,601         | 168,849 km/h      | –                         | –                         | –                         | –                         | –     |
| DNPQ | Philippe Alliot       | Lola-Lamborghini | 1:24,928         | 168,199 km/h      | –                         | –                         | –                         | –                         | –     |
| DNPQ | Yannick Dalmas        | AGS-Ford         | 1:25,571         | 166,935 km/h      | –                         | –                         | –                         | –                         | –     |
| DNPQ | Bernd Schneider       | Zakspeed-Yamaha  | 1:25,613         | 166,853 km/h      | –                         | –                         | –                         | –                         | –     |
| DNPQ | Gabriele Tarquini     | AGS-Ford         | 1:25,685         | 166,713 km/h      | –                         | –                         | –                         | –                         | –     |
| DNPQ | Roberto Moreno        | Coloni-Ford      | 1:26,903         | 164,376 km/h      | –                         | –                         | –                         | –                         | –     |
| DNPQ | Gregor Foitek         | EuroBrun-Judd    | 1:27,478         | 163,296 km/h      | –                         | –                         | –                         | –                         | –     |
| DNPQ | Aguri Suzuki          | Zakspeed-Yamaha  | 1:28,113         | 162,119 km/h      | –                         | –                         | –                         | –                         | –     |
| DNPQ | Pierre-Henri Raphanel | Coloni-Ford      | 1:45,971         | 134,799 km/h      | –                         | –                         | –                         | –                         | –     |

### Rennen
| Pos. | Fahrer             | Konstrukteur     | Runden | Stopps | Zeit        | Start | Schnellste Runde |
| ---- | ------------------ | ---------------- | ------ | ------ | ----------- | ----- | ---------------- |
| 01   | Nigel Mansell      | Ferrari          | 77     | 0      | 1:49:38,650 | 12    | 1:22,637         |
| 02   | Ayrton Senna       | McLaren-Honda    | 77     | 0      | + 25,967    | 02    | 1:23,313         |
| 03   | Thierry Boutsen    | Williams-Renault | 77     | 0      | + 38,354    | 04    | 1:23,396         |
| 04   | Alain Prost        | McLaren-Honda    | 77     | 1      | + 44,177    | 05    | 1:22,654         |
| 05   | Eddie Cheever      | Arrows-Ford      | 77     | 0      | + 45,106    | 16    | 1:23,894         |
| 06   | Nelson Piquet      | Lotus-Judd       | 77     | 0      | + 1:12,039  | 17    | 1:23,620         |
| 07   | Alex Caffi         | Dallara-Ford     | 77     | 0      | + 1:24,225  | 03    | 1:24,075         |
| 08   | Emanuele Pirro     | Benetton-Ford    | 76     | 0      | + 1 Runde   | 25    | 1:24,305         |
| 09   | Jean Alesi         | Tyrrell-Ford     | 76     | 0      | + 1 Runde   | 11    | 1:24,741         |
| 10   | Derek Warwick      | Arrows-Ford      | 76     | 0      | + 1 Runde   | 09    | 1:24,197         |
| 11   | Stefano Modena     | Brabham-Judd     | 76     | 0      | + 1 Runde   | 08    | 1:25,149         |
| 12   | Martin Brundle     | Brabham-Judd     | 75     | 0      | + 2 Runden  | 15    | 1:23,442         |
| 13   | Jonathan Palmer    | Tyrrell-Ford     | 73     | 0      | + 4 Runden  | 19    | 1:24,166         |
| –    | Luis Pérez-Sala    | Minardi-Ford     | 57     | 0      | DNF         | 23    | 1:26,185         |
| –    | Gerhard Berger     | Ferrari          | 56     | 1      | DNF         | 06    | 1:23,214         |
| –    | Riccardo Patrese   | Williams-Renault | 54     | 0      | DNF         | 01    | 1:24,559         |
| –    | Stefan Johansson   | Onyx-Ford        | 48     | 0      | DNF         | 24    | 1:24,464         |
| –    | Alessandro Nannini | Benetton-Ford    | 46     | 0      | DNF         | 07    | 1:23,702         |
| –    | Bertrand Gachot    | Onyx-Ford        | 38     | 0      | DNF         | 21    | 1:25,207         |
| –    | Satoru Nakajima    | Lotus-Judd       | 33     | 0      | DNF         | 20    | 1:24,903         |
| –    | Maurício Gugelmin  | March-Judd       | 27     | 0      | DNF         | 13    | 1:24,664         |
| –    | Ivan Capelli       | March-Judd       | 26     | 0      | DNF         | 14    | 1:25,710         |
| –    | Michele Alboreto   | Lola-Lamborghini | 26     | 0      | DNF         | 26    | 1:27,840         |
| –    | Piercarlo Ghinzani | Osella-Ford      | 20     | 0      | DNF         | 22    | 1:27,012         |
| –    | Pierluigi Martini  | Minardi-Ford     | 19     | 0      | DNF         | 10    | 1:26,691         |
| –    | Andrea de Cesaris  | Dallara-Ford     | 0      | 0      | DNF         | 18    | –                |

## WM-Stände nach dem Rennen
Die ersten sechs des Rennens bekamen 9, 6, 4, 3, 2 bzw. 1 Punkt(e). In der Fahrerwertung wurden die besten elf Resultate, in der Konstrukteurswertung alle Resultate gewertet.

### Fahrerwertung
| Pos. | Fahrer             | Konstrukteur                    | Punkte |
| ---- | ------------------ | ------------------------------- | ------ |
| 01   | Alain Prost        | McLaren-Honda                   | 56     |
| 02   | Ayrton Senna       | McLaren-Honda                   | 42     |
| 03   | Nigel Mansell      | Ferrari                         | 34     |
| 04   | Riccardo Patrese   | Williams-Renault                | 25     |
| 05   | Thierry Boutsen    | Williams-Renault                | 17     |
| 06   | Alessandro Nannini | Benetton-Ford                   | 12     |
| 07   | Nelson Piquet      | Lotus-Judd                      | 9      |
| 08   | Michele Alboreto   | Tyrrell-Ford / Lola-Lamborghini | 6      |
| 09   | Eddie Cheever      | Arrows-Ford                     | 6      |
| 10   | Johnny Herbert     | Benetton-Ford                   | 5      |
| 11   | Derek Warwick      | Arrows-Ford                     | 5      |
| 12   | Stefano Modena     | Brabham-Judd                    | 4      |
| 13   | Maurício Gugelmin  | March-Judd                      | 4      |
| 14   | Andrea de Cesaris  | Dallara-Ford                    | 4      |
| 15   | Alex Caffi         | Dallara-Ford                    | 4      |
| 16   | Christian Danner   | Rial-Ford                       | 3      |
| 17   | Jean Alesi         | Tyrrell-Ford                    | 3      |
| 18   | René Arnoux        | Ligier-Ford                     | 2      |
| 19   | Stefan Johansson   | Onyx-Ford                       | 2      |
| 20   | Pierluigi Martini  | Minardi-Ford                    | 2      |

| Pos. | Fahrer                | Konstrukteur     | Punkte |
| ---- | --------------------- | ---------------- | ------ |
| 21   | Jonathan Palmer       | Tyrrell-Ford     | 1      |
| 22   | Martin Brundle        | Brabham-Judd     | 1      |
| 23   | Gabriele Tarquini     | AGS-Ford         | 1      |
| 24   | Olivier Grouillard    | Ligier-Ford      | 1      |
| 25   | Luis Pérez-Sala       | Minardi-Ford     | 1      |
| 26   | Satoru Nakajima       | Lotus-Judd       | 0      |
| 27   | Emanuele Pirro        | Benetton-Ford    | 0      |
| 28   | Ivan Capelli          | March-Judd       | 0      |
| 29   | Éric Bernard          | Lola-Lamborghini | 0      |
| 30   | Philippe Alliot       | Lola-Lamborghini | 0      |
| 31   | Bertrand Gachot       | Onyx-Ford        | 0      |
| 32   | Nicola Larini         | Osella-Ford      | 0      |
| 33   | Martin Donnelly       | Arrows-Ford      | 0      |
| –    | Roberto Moreno        | Coloni-Ford      | 0      |
| –    | Gerhard Berger        | Ferrari          | 0      |
| –    | Bernd Schneider       | Zakspeed-Yamaha  | 0      |
| –    | Pierre-Henri Raphanel | Coloni-Ford      | 0      |
| –    | Yannick Dalmas        | Lola-Lamborghini | 0      |
| –    | Piercarlo Ghinzani    | Osella-Ford      | 0      |

### Konstrukteurswertung
| Pos. | Konstrukteur     | Punkte |
| ---- | ---------------- | ------ |
| 01   | McLaren-Honda    | 98     |
| 02   | Williams-Renault | 42     |
| 03   | Ferrari          | 34     |
| 04   | Benetton-Ford    | 17     |
| 05   | Arrows-Ford      | 11     |
| 06   | Tyrrell-Ford     | 10     |
| 07   | Lotus-Judd       | 9      |
| 08   | Dallara-Ford     | 8      |
| 09   | Brabham-Judd     | 5      |
| 10   | March-Judd       | 4      |

| Pos. | Konstrukteur     | Punkte |
| ---- | ---------------- | ------ |
| 11   | Rial-Ford        | 3      |
| 12   | Ligier-Ford      | 3      |
| 13   | Minardi-Ford     | 3      |
| 14   | Onyx-Ford        | 2      |
| 15   | AGS-Ford         | 1      |
| 16   | Lola-Lamborghini | 0      |
| 17   | Osella-Ford      | 0      |
| –    | Coloni-Ford      | 0      |
| –    | Zakspeed-Yamaha  | 0      |